# Уайли, Пол
Пол Стэ́нтон Уа́йли (англ. Paul Stanton Wylie; род. 28 октября 1964, Даллас) — американский фигурист, серебряный призёр зимних Олимпийских игр 1992 года в мужском одиночном катании. Чемпион мира среди юниоров в 1981 году.

## Биография
Пол Уайли начал кататься на коньках в возрасте 3-х лет в родном Далласе. Когда будущему фигуристу было одиннадцать, его семья переехала в Денвер, Колорадо, где Пол начал обучаться у знаменитого тренера Карло Фасси. Когда Фасси переехал в Колорадо-Спрингс, Уайли последовал за ним.
В 1979 году Уйали выиграл чемпионат США среди детей (уровень Novis), а в 1981 году — юниорские чемпионаты США и мира.
Одновременно, Уайли участвовал в соревнованиях по парному катанию с партнёршей Даной Грэхем. Они были восьмыми на чемпионате США среди юниоров в 1980 году и опять восьмыми — уже на взрослом чемпионате США, в 1981 году. Тем не менее, из-за недостатка финансирования эта пара распалась.
Пол Уайли занимал вторые места на чемпионатах США в 1988, 1990 и 1992 годах. В 1992 году он завоевал серебряную медаль на зимних Олимпийских играх в Альбервиле (Франция). Эта медаль — основной сюрприз той Олимпиады. Дело в том, что на мировом уровне Уайли никогда не поднимался выше 9-го места, а на чемпионате США непосредственно перед Олимпиадой выступил настолько плохо, что были сомнения о его зачислении в олимпийскую сборную. Федерация конькобежного спорта США даже исключила его из сборной в пользу Марка Митчелла.
После Олимпийских игр 1992 года Уайли ушёл из любительского спорта. Он выиграл открытый чемпионат США среди профессионалов 1992 года и чемпионат мира среди профессионалов 1993 года. Кроме того, с 1992 по 1998 год фигурист принимал участие в знаменитом ледовом шоу «Stars on Ice».
После, закончив Гарвард, Пол ушёл в корпоративный бизнес. Некоторое время работал в «The Walt Disney Company».
В настоящее время Пол Уайли в качестве спортивного комментатора вещает на кабельном канале ESPN.
C 14 августа 1999 года спортсмен женат на Кейт Пресбри. У пары есть трое детей: Ханна (род. 9 декабря 2003), Эмма (род. июль 2006) и Калеб Джотэм (род. 5 марта 2008). В настоящее время семья проживает в Шарлотте, Северная Каролина.
25 января 2008 года Пол Уайли был введён в Зал славы фигурного катания США.

## Спортивные достижения
| Соревнования/Сезон            | 80-81 | 81-82 | 82-83 | 83-84 | 84-85 | 85-86 | 86-87 | 87-88 | 88-89 | 89-90 | 90-91 | 91-92 |
| ----------------------------- | ----- | ----- | ----- | ----- | ----- | ----- | ----- | ----- | ----- | ----- | ----- | ----- |
| Зимние Олимпийские игры       |       |       |       |       |       |       |       | 11    |       |       |       | 2     |
| Чемпионаты мира               |       |       |       |       |       |       |       | 9     |       | 10    | 11    |       |
| Чемпионаты США                |       | 11    | 5     | 4     | 5     | 5     | 5     | 2     | 3     | 2     | 3     | 2     |
| Зимние Универсиады            |       |       |       |       |       |       | 3     |       |       |       |       |       |
| Чемпионаты мира среди юниоров | 1     |       |       |       |       |       |       |       |       |       |       |       |